# Бент Гамер
Бент Гамер (англ. Bent Hamer) — норвезький режисер, сценарист і продюсер.

## Життєпис
- 18 грудня 1956 року народився Бент Гамер у Саннефіорд (Норвегія).
- Вивчав літературу та теорію кіно у Стокгольмському університеті, займався в Стокгольмській кіношколі. На додаток до своїх майбутніх фільмів, писав сценарії і був режисером кількох короткометражних документальних фільмів.
- Прем'єра його першого фільму «Яйця» відбулася в 1995 р. на Каннському кінофестивалі, де його показали в секції Двох тижнів режисерів. В тому ж році фільм був відібраний до конкурсної програми на Московському міжнародному кінофестивалі, де йому була присуджена нагорода за найкращий дебют; також він здобув премію ФІПРЕССІ в 1995 р. на кінофестивалі в Торонто.
- Знятий у 2003 р. фільм «Кухонні байки» (англ. Kitchen Stories) показали на багатьох міжнародних фестивалях, а також його висували від Норвегії на премію Оскар як найкращий фільм іноземною мовою.
- У квітні 2004 р. Бент Гамер розпочав знімання фільму «Довірена особа» (англ. Factotum) за однойменним романом американського письменника Чарльза Буковскі. Сценарій написали Гамер та Джим Старк («Таємничий поїзд», «Холодна лихоманка»), який спродюсував фільм разом з Крістіаном Волкером (англ. Christine Walker; англ. American Splendor). Прем'єра стрічки відбулася на кінофестивалі Косморами в Тронгеймі (Норвегія) 12 квітня 2005 р..

Гамер є власником і засновником кінокомпанії Буль-Буль (англ. Bulbul Films), заснованої в Осло в 1994 р..

## Фільмографія

### Повнометражні стрічки
- Яйця, (англ. Eggs), 1995 у кіно
- День на сонці, (англ. Water Easy Reach, норв. En dag til i solen), 1998 у кіно
- Кухонні байки, (англ. Kitchen Stories, норв. Salmer fra kjøkkenet), 2003 у кіно
- Довірена особа, (англ. Factotum), 2005 у кіно
- О' Гортен, (англ. O' Horten), 2008 у кіно
- Додому на Різдво, (норв. Hjem til jul), 2010 у кіно
- 1001 грам, (норв. 1001 Gram), 2014

### Короткометражні стрічки
- Червоне вино урожаю 81 року, (норв. Rødvin Aargang 81), 1981 у кіно
- Довгота широта, (англ. Longitude Latitude, норв. Makrellen er kommen), 1989 у кіно
- Щаслива година, (англ. Happy Hour), 1990 у кіно (спів-режисер: Жорден Бергмарк)
- недільний обід, (англ. Sunday Dinner, норв. Søndagsmiddag), 1990 у кіно
- Каміння, (англ. Stone, норв. Stein), 1992 у кіно
- Аплодисменти (англ. Applause, норв. Applaus), 1993 у кіно
- Просто для задоволення, (англ. Just for the hell of it, норв. Bare kødd), 1995 у кіно

### Документальні стрічки
- До гідності (англ. Courage to Dignity, норв. Mot til verdighet), 1994 у кіно
- Норвегія — завойовник (англ. Norway the Conqueror, норв. Norge erobreren), частина документального циклу травня 2001 р. (2001 у кіно)